# Sidowayah (Rembang)
Sidowayah is een bestuurslaag in het regentschap Rembang van de provincie Midden-Java, Indonesië. Sidowayah telt 2740 inwoners (volkstelling 2010).